# 魏万迪
魏万迪（1939年—），男，四川彭县人，中国组合数学家，曾任四川大学教授，中国工业与应用数学学会理事。